# Cneu Sêncio Saturnino
Cneu Sêncio Saturnino (em latim: Gnaeus Sentius Saturninus), dito o Velho ou Maior (em latim: Major), foi um senador romano nomeado cônsul sufecto em 4 d.C. no lugar de seu irmão, Caio Sêncio Saturnino, o Jovem. Cneu era filho de Caio Sêncio Saturnino, o Velho, cônsul em 19 a.C..

## Carreira
Em 19, Saturnino substituiu Cneu Calpúrnio Pisão como governador romano da Síria, a quem ele obrigou que voltasse a Roma para enfrentar o julgamento pela morte de Germânico. Cneu Sêncio Saturnino, cônsul em 41, era seu filho.